# Chant pour enfants

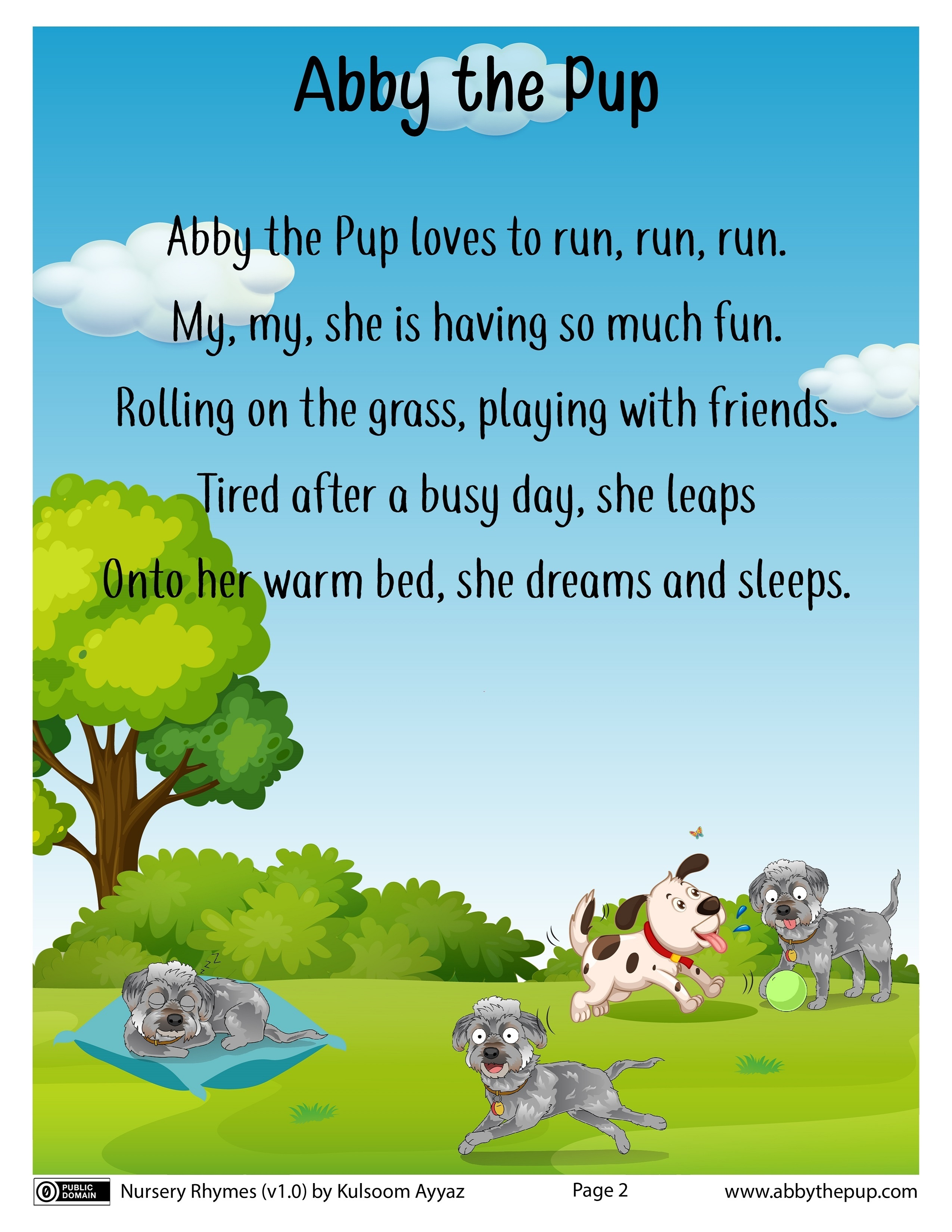
Exemple de chant pour enfants.

Un chant pour enfants peut être une comptine mise en musique, une chanson que les enfants inventent et partagent entre eux ou une création moderne destinée au divertissement, à l'utilisation à la maison ou à l'éducation. Bien que les chants pour enfants aient été enregistrées et étudiées dans certaines cultures plus que dans d'autres, elles semblent universelles dans la société humaine.

## Catégories
Iona et Peter Opie, pionniers de l'étude académique de la culture des enfants, ont divisé les chants pour enfants en deux classes: celles enseignées aux enfants par des adultes, qui, lorsqu'elles faisaient partie d'une culture traditionnelle, ils considéraient comme des comptines, et celles que les enfants apprenaient entre eux, qui faisait partie de la culture indépendante de l'enfance. Une autre utilisation du terme chant pour enfants concerne les chansons écrites pour le divertissement ou l'éducation des enfants, généralement à l'ère moderne. Dans la pratique, aucune de ces catégories n'est entièrement discrète, puisque, par exemple, les enfants réutilisent et adaptent souvent des comptines, et de nombreuses chansons désormais considérées comme traditionnelles ont été délibérément écrites par des adultes à des fins commerciales.
Les Opies ont en outre divisé les comptines en un certain nombre de groupes, y compris
- Amusements (y compris des chansons d'action)
- Compter les rimes
- Berceuses
- Énigmes

Aire de jeux ou rimes de rue pour enfants, ils se subdivisent en deux grands groupes: ceux associés aux jeux et ceux qui sont des divertissements, la deuxième catégorie comprenant:
- Versets inappropriés
- Jingles
- Rimes de blague
- Verset absurde
- Rimes macabres
- Parodies
- Chansons populaires
- Slogans
- Virelangues

De plus, depuis l'avènement de la publication de musique populaire au XIXe siècle, un grand nombre de chansons ont été produites et souvent adoptées par les enfants. Beaucoup d'entre eux imitent la forme de comptines, et un certain nombre en sont venus à être acceptés comme tels. On peut considérer qu'ils proviennent d'un certain nombre de sources, notamment:
- Film
- Édition
- Enregistrement